# Davide Shorty
Davide Sciortino, noto come Davide Shorty o anche semplicemente Shorty (Palermo, 27 giugno 1989), è un cantante e rapper italiano.

## Biografia
Attivo come musicista e frontman in diversi gruppi musicali tra la fine degli anni 2000 e l'inizio degli anni 2010, dal 2007 al 2010 ha fatto parte del gruppo Combomastas' con il quale ha realizzato gli album Piccolo e Shorty VS The Supa Produsa. In seguito si stabilisce a Londra dove, due anni dopo fonda i Retrospective for Love con il chitarrista Alessandro La Barbera, il pianista e produttore Gaba e il bassista Agostino Collura a cui si è poi aggiunta Leslie Phillips; con questa formazione sono usciti l'EP Retrospective for Love EP (2014) e Random Acitivities of a Heart (2017).
Nel 2015 partecipa al programma X Factor, dove si classifica terzo. L'11 dicembre dello stesso anno pubblica, per l'etichetta Sony Music, l'EP Davide Shorty.
Il 24 febbraio 2017 ha pubblicato il primo album da solista, Straniero, attraverso l'etichetta Macro Beats e distribuito da A1 Entertainment. L'anno successivo collabora con i Funk Shui Project alla realizzazione dell'album Terapia di gruppo, proseguita l'anno seguente con La soluzione. Nel giugno 2020 viene pubblicata una riedizione del disco intitolata La soluzione reboot.
Il 15 luglio 2020 esce il singolo Canti ancora?! in collaborazione con Elio, mentre l'ottobre seguente viene selezionato per AmaSanremo (ovvero cinque delle sei serate che compongono Sanremo Giovani 2020) con il brano Regina. Il 17 dicembre raggiunge la finale del programma, al termine della quale entra nell'elenco degli otto giovani artisti partecipanti al Festival di Sanremo 2021 nella sezione Nuove Proposte. Nella kermesse, oltre a classificarsi secondo, vince il Premio della Sala Stampa "Lucio Dalla", il Premio Lunezia e il Premio "Enzo Jannacci".
Il 5 marzo 2021 viene pubblicato l'EP Fusion a metà, volto ad anticipare il secondo album Fusion. uscito il seguente 30 aprile.

## Discografia

### Solista

#### Album in studio
- 2017 – Straniero
- 2018 – Terapia di gruppo (con i Funk Shui Project)
- 2019 – La soluzione (con i Funk Shui Project)
- 2021 – Fusion.
- 2025 – Nuova Forma

#### EP
- 2015 – Davide Shorty
- 2021 – Fusion a metà

#### Singoli
- 2015 – My Soul Trigger
- 2016 – Cosa vorrei
- 2018 – Fallin' in Love (con Palmaria)
- 2019 – Dormi (Funk Rimini RMX) (con i Funk Shui Project)
- 2019 – Visione (con i Funk Shui Project)
- 2019 – In un abbraccio (con i Funk Shui Project)
- 2019 – Solo con me (con i Funk Shui Project feat. Johnny Marsiglia)
- 2020 – Reboot (con i Funk Shui Project)
- 2020 – Canti ancora?! (feat. Elio)
- 2020 – Regina
- 2021 – Prima che faccia notte
- 2022 – Fame chimica

#### Collaborazioni
- 2010 – Avvoltoi (DJ Myke feat. Claver Gold e Davide Shorty)
- 2016 – Love & Feelings (Cranio Randagio feat. Davide Shorty)
- 2017 – Oltre (DJ Argento feat. Blo/B, Davide Shorty & Lord Madness)
- 2017 – How About U (Godblesscomputers feat. Davide Shorty)
- 2017 – Notte di vino (Claver Gold feat. Davide Shorty)
- 2018 – Clessidra (Johnny Marsiglia feat. Davide Shorty)
- 2018 – Tempo (Alien Army feat. Davide Shorty e Inoki Ness)
- 2018 – A prima vista (Shakalab feat. Davide Shorty)
- 2019 – Tempi modesti (Daniele Silvestri feat. Davide Shorty)
- 2020 – Antiferno (Claver Gold e Murubutu feat. Davide Shorty)
- 2022 – Il mare (Egreen feat. Davide Shorty)

### Con i Combomastas'
- 2007 – Piccolo
- 2010 – Shorty VS The Supa Produsa

### Con i Retrospective for Love
Album in studio
- 2017 – Random Acitivities of a Heart

EP
- 2014 - Retrospective for Love EP

## Riconoscimenti
- Festival di Sanremo
  - 2021 – Premio della Sala Stampa Lucio Dalla per il brano Regina
  - 2021 – Premio Enzo Jannacci alla migliore interpretazione
  - 2021 – Premio Lunezia per il valore musical-letterario al brano Regina